# NGC 3979
NGC 3979 في الفهرس العام الجديد، هي مجرة، تقع في كوكبة العذراء. اكتشفت في 23 أبريل 1881 بواسطة إدوارد إس هولدن.

## روابط خارجية
- NGC 3979 على موقع ويكي سكاي: DSS2, SDSS, GALEX, IRAS, Hydrogen α, X-Ray, Astrophoto, Sky Map, Articles and images